# 고전역학의 역사
이 문서는 고전역학의 역사에 대해 다룬다.

## 역학의 선구적 인물인 갈릴레이

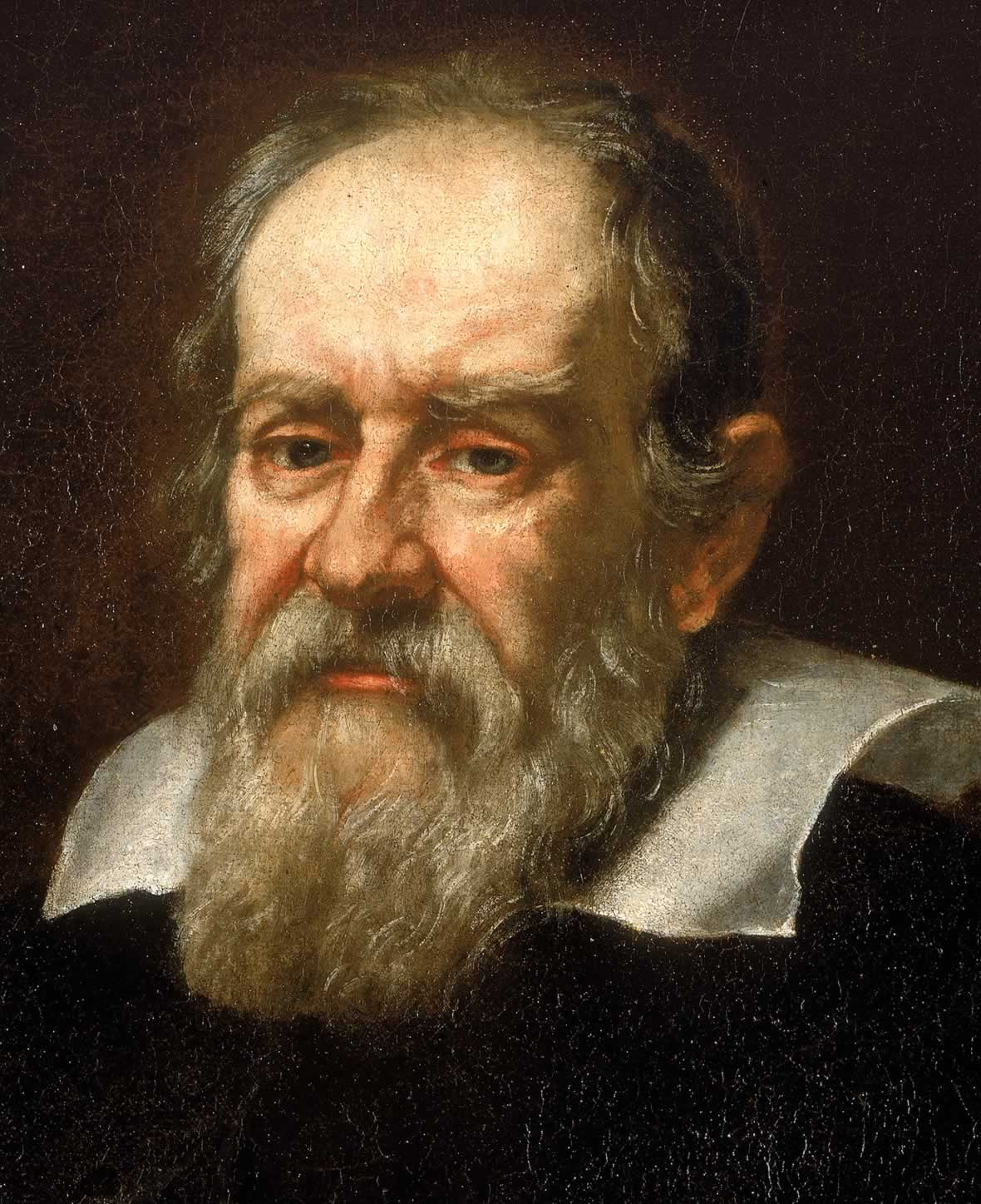
갈릴레오 갈릴레이

갈릴레이는 피사 대학교에서 수학 교수로 재임 중이던 시기, 운동의 원인에 지대한 관심을 가져 당시 역학계에서 널리 연구되고 있던 임페투스 이론을 받아들였다.
임페투스 이론은 아리스토텔레스의 역학에서 출발한 것으로, 아리스토텔레스는 던져진 물체가 동인(motive cause)과 접촉하여 작용하지 않음에도 일정 시간 계속해서 운동하는 것은 공기가 동인이 되어 주기 때문이라고 설명하였다. 그러나 중세의 임페투스 이론가들은 던져진 물체가 계속 운동하는 것은 동인으로부터 일정한 크기의 ‘임페투스(impetus)’ 즉, 기동력이 전달되기 때문이고, 전해진 임페투스는 던져진 속도와 물질의 양에 비례한다고 주장하였다. 그러나 이들은 왜 던져진 물체가 포물선 궤도를 그리는가는 설명하지 못하였다.
이에 대해 갈릴레이는 던져진 물체가 포물선 궤도를 그리는 것은 던져진 수평 방향으로의 등속도 운동과 수직 방향으로의 등가속도, 즉 자유 낙하 운동이 동시에 일어나기 때문임을 밝혀 냈다. 갈릴레이는 한 물체에 두 가지 운동이 동시에 일어날 수 없다는 아리스토텔레스의 이론을 거부하고, 두 가지 운동이 동시에 일어나고 있으며, 그것이 실제로 어떻게 복합되어 포물선 궤도로 나타나게 되는지를 명확하게 설명하였다.
또한, 갈릴레이는 낙하하는 물체의 속도 {\displaystyle v}는 저향을 받는 물체의 무게와 저항의 차이가 아니라 물체의 밀도 {\displaystyle d}와 저항을 가하는 매체의 밀도 {\displaystyle d_{m}}과의 차이에 비례한다는 식 {\displaystyle v\propto (d-d_{m})}을 제시하였다.
갈릴레이의 이론에 의하면, 두 물체가 있을 때 이들의 낙하 속도는 서로 다를 것이고, 만약 이것들이 밀도가 점점 작은 매체 안에서 낙하한다면 낙하 속도의 차이는 점점 작아질 것이다. 결국, 매체의 밀도가 영(0)이 되는 진공 중에서는 두 물체의 속도가 같아진다. 결국 갈릴레이는 모든 물체는 종류나 크기에 관계없이 같은 속도로 낙하한다는 법칙을 얻어냈다. 갈릴레이는 신플라톤주의자로 자연 세계가 수학이라는 언어로 표현될 수 있다고 생각하고, 낙하의 현상을 가능한 가장 간단한 방정식으로 표현하려고 노력하였다. 갈릴레이가 얻어낸 낙하에 대한 법칙들은 다음과 같다.
| “ | 낙하하는 물체의 낙하 속도는 낙하 시간에 비례하여 증가하고({\displaystyle v\propto t}), 낙하하는 물체의 낙하 거리는 시간의 제곱에 비례한다({\displaystyle s\propto t^{2}}). | ” |

갈릴레이는 저서 《논증》에서 예전의 임페투스 이론을 완전히 포기하고 관성(inertia)의 개념을 거의 완성하였다. 이것은 높은 건물에서 물체를 떨어뜨리면 지구가 움직였는데도 불구하고 왜 물체가 뒤쳐지지 않고 건물 옆에 떨어지는가를 설명하는 개념으로 갈릴레이는 지상의 모든 물체는 지구의 원운동을 그대로 지니기 때문이라고 설명하였다. 갈릴레이는 이를 보이기 위해 마찰이 없는 사면을 이용한 실험을 수행하였다. 갈릴레이는 이 실험에서 물체가 주어진 속도록 계속 운동한다고 전제하였는데, 이는 관성의 개념이다. 갈릴레이는 관성이라는 용어를 사용하지는 않았지만, 관성의 개념에 최초로 도달한 인물로 평가받고 있다.

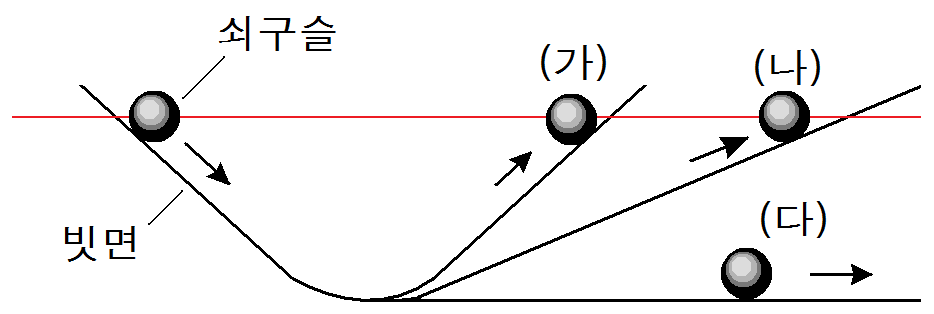
(가) 경사면을 내려온 공은 마주 보는 경사면 위로 처음과 같은 높이까지 올라간다. (나) 마주보는 경사면의 경사각이 작아지면 처음과 같은 높이에 도달할 때까지 더 많은 거리를 굴러간다. (다) 공은 수평면을 따라 무한히 굴러갈 것이다.

갈릴레이는 역학의 혁명 과정에서 많은 공헌을 했지만, 그 역시 한계점을 드러내고 있다. 우선의 그의 관점의 개념은 자연스러운 운동의 일종인 등속원운동의 지속이라는 생각에 바탕을 둔 것이었다. 그 외에도 갈릴레이는 그의 우주 구조에서도 항상 원운동을 고수했다. 이것은 갈릴레이가 아리스토텔레스의 체계를 완전히 벗어나지 못하고 있음을 의미하는 것이다.
아리스토텔레스적 잔재는 비단 갈릴레이의 관성의 개념에만 남아 있었던 것은 아니다. 갈릴레이가 물체 자체의 절대적인 무거움이나 가벼움이 물체의 운동방향을 결정한다는 아리스토텔레스의 견해를 부정했지만, 물체를 낙하하게 하는 중력은 갈릴레이에게도 역시 외부에서 작용하는 힘이 아니라 물체 자체의 성질이었다. 따라서 갈릴레이는 중력에 의한 낙하 운동을 ‘자연스럽게 가속되는 운동’이라고 해서 다른 일반적인 가속 운동과는 다르다고 생각했다. 그래서 시간에 비례해서 속도가 증가하는 경우에 대해서는 {\displaystyle s\propto t^{2}}이라는 법칙을 얻었음에도, 이것이 속도가 시간에 비례해서 증가하는 등가속도 운동에도 적용되는 것을 인식하지 못하고 그 적용을 낙하 운동에만 한정하였다. 이 경우에도 갈릴레이는 아리스토텔레스의 자연스러운 운동과 비자연적 운동의 엄격한 구별에서 완전히 벗어나지 못한 것이다. 결국, 갈릴레이는 아리스토텔레스 역학의 체계에서 벗어나는 것과 새로운 체제를 구축하는 일을 시작했던 셈이다.

## 데카르트의 운동 법칙

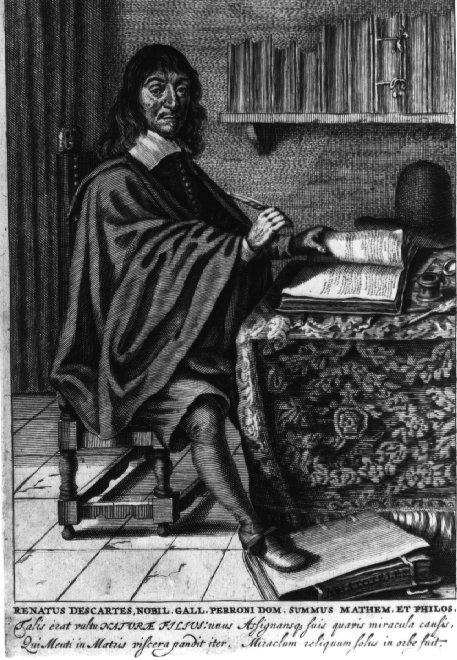
집필 중인 데카르트

갈릴레이 역학의 한계는 데카르트가 체계적인 이론을 제시함으로써 극복되었다. 데카르트 역학은 관성의 원리를 기초로 해서 세워졌다. 그리고 갈릴레이의 경우와는 달리 데카르트는 직선 관성 운동의 개념을 명확히 제시하였다. 데카르트가 이와 같은 관성의 개념을 얻어 낸 과정 역시 그의 기계적 철학에 바탕을 두고 있었다.
우선 데카르트는 자연 세계의 모든 현상의 근원인 물질 운동의 원인을 찾으려 했다. 그러나 물질은 그 자체로서 아무런 성질이나 활성을 지니지 않았으므로 물질 자체가 운동의 원인이 될 수는 없었다. 데카르트는 결국 신을 물질 운동의 기원으로 보게되었다. 즉, 신이 물질을 창조하고 운동하도록 해 주었다는 것이다. 그러나 이 과정에서 데카르트가 가지게 된 의문은 운동을 지속시켜 주는 것이 어떤 것인지에 대한 것이었다. 데카르트의 관성의 개념은 이 문제에 대해 답하는 과정에서 나타났다. 운동을 지속시켜 주는 것이 아무것도 없다면 운동은 물질이 처하는 하나의 상태이고 외부의 작용이 없는 한 물질은 자신의 운동 상태를 그대로 지속하려는 경향, 즉 관성을 지닌다고 보게 된 것이다. 데카르트는 이 관성의 원리를 신의 영원 불변성과 연결시킨다. 영원 불변인 신은 자신이 창조한 물질에 자신이 부여한 운동도 불변하도록 유지하리라는 것이었다.
데카르트가 ‘자연 법칙’이라 부른 법칙은 아래와 같다.
- 모든 물체는 다른 것이 그 상태를 변화시키지 않는 한 똑같은 상태로 남아 있으려고 한다.
- 운동하는 물체는 직선으로 그 운동을 계속하려 한다.
- 운동하는 물체가 자신보다 강한 것에 부딪히면 그 운동을 잃지 않고, 약한 것에 부딪혀서 그것을 움직이게 하면 그것에 준 만큼의 운동을 잃는다.

첫 번째 법칙과 두 번째 법칙은 관성의 법칙이고, 세 번째 법칙은 데카르트가 운동의 양이라고 부른 양의 보존을 나타내는 법칙이다. 한편, 운동하고 있는 물체에 외부에서 작용이 가해지면 그 운동의 상태는 변화한다. 그러나 사실은 이러한 변화도 아무렇게나 일어나게 하는 것이 아니라 작용을 가하는 물체와 작용을 받는 물체의 운동의 합이 일정하게 유지되도록 일어나는 것이다. 이를 위해 데카르트는 운동의 양이라는 양을 정의해서 운동의 척도로 사용했다. 그 크기는 운동하는 물체의 물질의 양, 즉 질량과 속력의 곱으로서 나타내어지고, 이 새로운 양을 사용하면 데카르트의 제3법칙은 운동량의 보존 법칙이 되는 것이다.
이와 같은 과정으로 갈릴레이에서 등속 원운동에 제한되어 있던 관성의 개념은 데카르트에 의해 오늘날 관성의 개념처럼 직선 운동에 적용되었다.
데카르트는 여기서 그치지 않고 갈릴레이의 역학에 아직도 존재하던 자연스러운 운동과 비자연적 운동 또는 강제된 운동의 구분도 타파했다. 모든 운동을 ‘운동’이라는 점에서 동일하게 취급하게 된 것이다. 이에 따라 운동의 정의도 명확하게 상대적이 되었다. 절대적인 운동이란 존재할 수 없고 한 물체가 다른 물체에 비해 상대적인 위치가 달라지는 것을 운동으로 본 것이다. 예를 들어, 물체 A와 물체 B의 상대적 위치가 달라지면 A는 B에 대해 B는 A에 대해서 운동을 한 것이다. 그러나 이 때 B가 정지해 있고 A가 운동한 것인지, A가 정지해 있고 B가 반대 방향으로 운동한 것인지, 또는 A와 B가 둘다 운동한 것인지를 알 수 없다. 이와 같이, 운동이 상대적이 되면서 운동과 정지의 엄격한 구별은 더 이상 고려할 수 없게 되었다. 물체는 운동을 위해 동인을 필요로 하고 동인이 없으면 정지한다는 아리스토텔레스의 역학과는 완전히 다른 역학 체계가 형성된 것이다.
운동에 대한 데카르트의 논의에서 그가 가장 중요시 여기고 자세히 언급했던 것은 충돌(impact)의 문제로, 물체의 운동을 변화시킬 수 있는 방법은 외부의 작용에 의해서이고 그러한 외부의 작용은 물체의 직접 충돌에 의해서만 일어날 수 있기 때문이다.
그러나 기계적 철학의 한계점은 직접 접촉하는 충돌에 의하지 않는 작용(서로 거리가 떨어진 것들 사이의 작용) 소위 '분리된 상태의 작용'이었다. 왜냐하면 이러한 작용을 받아들여지는 것은 기계적 철학이 강력히 거부한 신비스럽거나, 초자연적인 작용을 다시 가정하는 것처럼 생각되었던 것이다. 더구나 데카르트의 물질 공간에는 진공이 존재할 수 없었기 때문에 분리된 상태의 작용은 그에게는 더욱 존재할 수 없는 것이었다.
다음으로 생각할 수 있는 17세기 기계적 철학자들의 한계로는 그들이 충돌에 의한 운동의 변화를 순간적인 것으로 생각했었다는 것을 들 수 있다. 즉, 그들의 관심 대상은 항상 충돌 전과 충돌 후의 운동의 차이지, 그 차이가 어떤 과정을 통해 일어나는가 하는 것은 문제시하지 않았다. 이에 따라 학자들은 충돌에 의해 나타나는 물체의 운동량 변화가 순간적인 것으로 생각하였다. 즉, 힘이란 물체에 순간적으로 작용해서 그 운동을 순간적으로 변화시키는 것으로 이해한 것이다. 그러나 힘에 대한 기계적 철학자들의 생각은 중력, 즉 만유 인력과 같은 계속적으로 힘의 작용에 의한 속도의 계속적인 변화 같은 것은 더욱 취급하기가 힘들었던 것이다.

## 고전 역학을 완성한 뉴턴
뉴턴 역학 연구의 출발점은 케플러의 행성 운동이었다. 뉴턴은 행성이 어떤 힘에 의해 타원 궤도로 회전하는지를 규명하려고 하였다. 케플러의 법칙들은 태양이 행성의 운동에 영향을 준다는 것을 말해 주었으나 어떤 식으로 영향을 주는지는 설명하지 못했다. 그러던 어느 날 동료이자 천문학자였던 핼리는 “만일 중력이 거리의 제곱에 반비례한다면 행성의 궤도는 어떤 곡선이 될까?”라는 질문을 뉴턴에게 던졌다. 이에 뉴턴은 타원이라고 대답하였고, 핼리는 그것을 자세히 계산해 줄 데 대한 제의를 하였다.
과학사에서 가장 저명한 것으로 손꼽히는 책 중의 하나인 《프린키피아》(자연철학의 수학적 원리)는 바로 핼리의 질문에 대한 답을 포함하는 세 권의 책으로 구성되었다. 그는 여기에서 질량, 운동량 및 몇 가지 힘에 대한 정의를 내리고, 운동의 세가지 법칙을 기본 원리로 삼았다. 제1권에서는 저항이 없는 공간에서 운동이 어떻게 일어나는가를 수학적으로 다루었고, 제2권에서는 저항이 있는 공간에서의 운동을, 그리고 제3권에서는 태양계를 포함한 우주에서의 천체의 운동을 기술하였다.
운동의 제1법칙은 관성의 법칙으로 외부에서 힘이 작용하지 않는 한 정지한 물체는 계속해서 정지할 것이고, 한 번 운동하기 시작한 물체는 같은 속도, 같은 방향으로 계속 운동할 것이다. 이 개념은 이미 갈릴레이가 예측하였고 데카르트가 제시하였던 관성 개념을 뉴턴이 법칙으로 표현하였다.
운동의 제2법칙은 외부에서 물체에 힘을 가한 경우에 물체에 가속도가 생기고, 가속도의 크기는 힘을 질량으로 나눈 것이다({\displaystyle a={F \over m}}).
운동의 제3법칙은 작용(action)이 있으면 반드시 반작용(reaction)이 있는데, 그 크기는 서로 같고 방향은 반대라는 것이다.
또한, 뉴턴은 우주의 모든 만물과 만물 사이에는 서로가 서로를 끌어당기는 힘이 존재한다는 만유인력의 법칙을 발견하였고, 만유인력의 크기({\displaystyle F=G{Mm \over r^{2}}})가 두 물체의 질량의 곱에 비례하고, 거리의 제곱에 반비례한다는 것을 밝혔다. 그는 이 만유인력의 법칙과 운동의 법칙들을 사용하여 행성계의 운동을 기술하는 케플러의 행성 운동의 세 법칙을 유도해 냈다. 즉, 그는 행성들이 왜 태양 중심 궤도에 묶여서 타원 궤도로 계속해서 돌고 있는지 그리고 지구가 자전하고 있음에도 왜 사람들이 뒤로 쳐지지 않는지를 성공적으로 설명해 냄으로써 천문학 혁명을 완결지었던 것이다.

## 일반화 및 재형식화
뉴턴 역학은 훌륭했으나 조제프루이 라그랑주, 윌리엄 로원 해밀턴등 여러 수학자들이 이른바 최소작용의 원리, 해밀턴 원리 등을 기본 원리로 삼아 뉴턴 역학을 재형식화했다. 라그랑주 역학과 해밀턴 역학이라고 부른다. 뉴턴 역학과 동등하지만, 뉴턴 역학보다 일반적이고 유연하고 강력한 방식이다. 또한 라그랑주 역학과 해밀턴 역학은 이후 양자역학과 양자장론 수립에 많은 영향을 끼쳤다. 현재 고전역학 또는 해석역학이라는 제목의 물리학 전공서들은 모두 라그랑주 역학과 해밀턴 역학을 다루고 있다.

## 같이 보기
- 과학사
- 과학 혁명
- 천문학 혁명
- 물리학사

## 참고 문헌
- 과학사 : 천재교육(교육인적자원부), 한국교원대학교 과학교육연구소, 2003
- 과학의 역사적 이해 : 송진웅 외 4인, 대구대학교 출판부, 1998
- Physique : Bramand P.저, Hachette Education, 1998